# Паппе, Илан
Ила́н Паппе́ (англ. Ilan Pappé, ивр. אילן פפה‎; род. 1954, Хайфа) — историк и политический активист. Изучал проблему появления палестинских беженцев в 1948 году. В настоящее время работает внештатным лектором в университете Экстера в Великобритании. До этого в 1984—2007 годах был лектором по политическим дисциплинам в Хайфском университете. Принадлежит к так называемым «новым историкам», представляющим ревизионистское направление в израильской историографии.
Ранее был одним из ведущих членов политической партии ХАДАШ, а также был одним из кандидатов от этой партии на выборах в Кнессет в 1996 году и в 1999 году.
Паппе известен тем, что согласно его мнению наибольшая часть палестинских беженцев была насильно изгнана из Палестины израильской армией во время войны 1948 года. По его утверждению, у еврейского правительства существовал специально разработанный план по этнической чистке захваченных в ходе войны территорий.
Официальная израильская историография утверждает, что большая часть беженцев появилась в результате добровольного оставления беженцами своих домов. Однако в 80-х годах израильские архивы были открыты для исследований. В ходе исследований Паппе пришёл к выводу, что у правительства существовал целенаправленный план этнической зачистки путём депортации. Другие историки, исследовавшие архив, не согласились с ним, хотя и согласны, что были многочисленные случаи силовой депортации населения.
Паппе — сторонник создания в Палестине единого двунационального государства евреев и арабов.
Работая в Хайфском университете, пользующемся поддержкой государства Израиль, Паппе при этом призывал к бойкоту израильских учёных.
Он считает, что «сионизм намного опаснее для безопасности на Ближнем Востоке, чем ислам».
Статью Паппе, напечатанную в 2007 году в газете «Индепендент», в которой он обвиняет Израиль в «геноциде в секторе Газа, ползучей депортации палестинцев на Западном берегу», «неразличении гражданских и военных целей» и в том, что (мирное) «население является главной целью операций ЦАХАЛа», операции ЦАХАЛa называет «карательными», считает, что Израиль допускает «применение любой находящейся в его распоряжении машины для убийств», а сам ЦАХАЛ — сравнивает с «машиной убийств» («killing machine»), перепечатали в январе 2008 года в иранской официальной газете «Тегеран Таймс».

## Биография
Родился в Хайфе в семье еврейских иммигрантов из Германии. Многие его родственники погибли в Холокосте. Участвовал в Войне Судного дня на Голанских высотах. Высшее образование получил в Еврейском университете Иерусалима и закончил в Оксфордском университете. Там под руководством арабского историка Альберта Хурани защитил докторат по теме «Британия и арабо-израильский конфликт». Общался с палестинскими интеллектуалами во времена, когда Организация освобождения Палестины была запрещена в Израиле.
В 1996 году участвовал в выборах в Кнессет в списке партии ХАДАШ, будучи седьмым в списке. В кнессет не прошёл.
В 1998 году Паппе организовал в Хайфском университете мероприятия по случаю 50-летия Накбы («Катастрофы», араб. النكبة‎).
В 2003 году Паппе написал книгу «История современной Палестины — одна земля, два народа» (англ. «A History of Modern Palestine: One Land, Two Peoples»). В предисловии он отрицал необходимость существования еврейского государства. После этого некоторые родственники перестали с ним разговаривать.
Призыв Паппе к экономическому, политическому и культурному бойкоту Израиля по примеру ЮАР времён апартеида вызвал осуждение в Израиле.
В апреле 2005 года, после того, как Паппе поддержал решение Британской академии бойкотировать Израиль и израильских учёных, президент Хайфского университета призвал его уволиться из университета. По словам профессора Бен-Зеева, «тот, кто призывает других к бойкоту собственного университета, должен самолично объявить университету такой бойкот». Тем не менее, Паппе не был уволен (для этого было необходимо решение дисциплинарного суда), хотя ему не давали участвовать в семинарах и конференциях.
В 2006 году Паппе издал книгу «Этническая чистка Палестины» (англ. «The Ethnic Cleansing of Palestine»).
В 2005—2006 году Паппе стал получать телефонные звонки и письма с угрозами убийства. В одной из крупнейших газет Израиля появилась фотографии Паппе с нарисованной на ней мишенью. В статье рядом с этой фотографией журналист писал «Я не призываю вас убить этого человека, но не удивлюсь, если кто-то это сделает».
В 2007 году Паппе переехал с семьёй в Великобританию, объясняя своё решение соображениями личной безопасности и тем, что он «задыхался как интеллектуал».
В 2023 году прокомментировал вторжение ХАМАС в Израиль словами о том, что восхищается мужеством боевиков ХАМАС и их способностью захватывать военные базы в Израиле. Также он заявил, что ХАМАС не является террористической организацией, и что ХАМАС «должны были действовать, и действовать быстро».

## Отзывы критиков

### Положительные отзывы
Британский журналист Джон Пилджер охарактеризовал Паппе как «Наиболее смелого, принципиального и глубоко проникающего в материал израильского историка».
Профессор Принстонского университета Ричард Фальк (англ.) полагает, что книга Паппе «Этническая чистка Палестины» имеет важное значение для прошлого, будущего и настоящего Израиля и Палестины. Он пишет что «Каждый, кто стремится к миру и справедливости для этих двух народов, должен прочесть книгу и осмыслить проливающее свет, смелое и честное расследование преступлений, совершённых против палестинцев в ходе создания государства Израиль в 1948 году и в последующем».
Профессор Нью-Йоркского университета Элла Шохат (англ.) пишет о той же книге Паппе:

«Этническая чистка Палестины» представляет собой сильное исследование плана о насильственной депортации палестинцев с целью создать исключительно еврейское государство. Рисуя полностью подробную картину событий, происходящих в 1948 году, Илан Паппе провидчески замещает парадигму войны парадигмой этнических чисток, внося таким образом вклад в альтернативный нарратив катастрофы, включая связанные с ней аспекты международного права. Этот храбрый аналог статьи «Я обвиняю», написанный израильским историком, доказывает несостоятельность продолжающегося отрицания произошедшего и репрессий, которые неминуемо сопровождают каждую мирную инициативу. Это болезненное путешествие в архивы — обязательное чтение, особенно для тех, кто хочет добиться представления о справедливом и честном примирении".

### Отрицательные отзывы

#### А. Эпштейн
По мнению доктора политологии, израильтянина Алека Эпштейна:
… борьба Илана Паппе с университетом, в котором он работает, и с государством, в котором он живёт, не была и не есть борьба одиночки — напротив, в ней проявляются (пусть и в несколько более крайней форме) те тенденции, которые на протяжении двух последних десятилетий превратили социально-историческое изучение успехов и неудач сионистского движения и Государства Израиль из плюралистической научной дисциплины (или дисциплин) в не более чем эхо леворадикальной идеологии, получившей название пост-сионизма. Борьба с «мифологией сионизма» — и в Израиле, и в США — превратилась едва ли не во входной билет в сообщество, называющее себя научным.

А. Эпштейн также считает, что Паппе не прав, заявляя, что у правительства Бен-Гуриона был особый план по этнической чисткe территорий в 1947—1949 годах. Он пишет, что «идея трансфера была выдвинута британцами, и … идея эта имела мало общего с тем, что произошло в действительности в 1947—1949 гг. Поэтому разговоры о „многолетнем планировании сионистскими лидерами трансфера арабского населения из своей страны“ представляют собой очевидное искажение исторических фактов».

#### Эпизод с Т. Кацем[уточнить]
См. также Katz controversy
Согласно Алеку Эпштейну,

После того, как ветераны той войны, члены бригады «Александрони», оспорили в суде утверждение о якобы имевшем место «массовом убийстве» ими арабов Тантуры, оказалось, что в магистерской диссертации Тедди Каца в заведомо искажённой форме приведены фрагменты многочисленных собранных им аудиозаписей. Против работы Т. Каца высказались некоторые известнейшие израильские историки, в частности, профессор Еврейского университета в Иерусалиме Алон Кадиш (Alon Kadish) и профессор Хайфского университета Йоав Гельбер (Yoav Gelber). После того, как Тедди Кац в суде отказался от своих первоначальных утверждений и признал, что никакого массового убийства арабов в деревне Тантура не было, а 19 декабря 2000 г. принес письменные извинения ветеранам бригады «Александрони»… руководством Хайфского университета была сформирована комиссия в составе четырех профессоров — Амации Бар-Ама, Рафи Тальмона, Йосефа Небо и Ибрахима Джерайса (последний — араб по национальности), принявшая решение аннулировать утверждение его магистерской диссертации… Несмотря на очевидные расхождения между аудиозаписями и собранными материалами, с одной стороны, и их «цитировании» в тексте диссертации Т. Каца, с другой, Илан Паппе отказался признать оправданным решение о её аннулировании. 

Именно борьба Илана Паппе … и Тедди Каца с «израильской оккупационной военщиной», борьба, щедро оплаченная Палестинской администрацией (перечислившей Т. Кацу восемь тысяч долларов), при безграничной толерантности со стороны ректората Хайфского университета, его администрации и научных работников, значительная часть из которых разделяет многие из их убеждений, и привела к решению британской Ассоциации о бойкоте.

#### Бенни Моррис
Бенни Морис, один из израильских новых историков, полагает, что исторические книги Паппе излишне политизированы.
Морис утверждает, например, что Паппе искажает факты, утверждая, что треть всех жертв во время первой интифады составляли женщины. Он пишет по этому поводу:

К сожалению, многое из того, что Паппе пытается продать своим читателям, является полной фабрикацией, выдумкой.
О книге Паппе A History of Modern Palestine Моррис пишет:

Эта книга изобилует ошибками такого уровня и в таком количестве, которые не найти в серьёзной историографии. […] Множество ошибок на каждой странице — результат как исторической методологии Паппе, так и его политических предпочтений…
Далее Моррис приводит многочисленные ошибки в датах и фактах, допущенные Паппе.
Моррис подвергает Паппе резкой критике за призывы к созданию в Палестине двунационального арабо-еврейского государства, потому что такое государство «перестанет быть еврейским» демократическим путём. Морриса также пугает, что возвратившиеся беженцы захотят вернуть конфискованную у них собственность. Высокая рождаемость среди арабов также пугает Морриса. По мнению Морриса, палестинцы в случае создания такого государства будут мстить евреям за всё сделанное им.

#### Другие критики
В обзоре, посвящённом «The Ethnic Cleansing of Palestine», израильский журналист Seth J. Frantzman называет работу Паппе «циничной попыткой манипулирования данными с целью доказать неправдоподобные посылки». Он пишет, что 

«Паппе игнорирует контекст и делает гораздо более широкие выводы, нежели позволяют факты, выбирая определённые свидетельства и полностью игнорируя другие. 

Он не рассматривает намерения арабов в течение пяти месяцев, прошедших с момента решения ООН о разделе Палестины до провозглашения независимости Израиля, не принимает во внимание публичные заявления арабских лидеров в Палестине и соседних государствах, провозглашавших своей целью ликвидацию еврейского присутствия в Палестине.
Понятно, почему такой полемист, как Паппе, хотел бы, так сказать, очистить своё повествование от любых подобных упоминаний: если он этого не сделает, это на корню погубит ту реальность, которую он хочет навязать своим читателям, ту реальность, которая переписывает исторические факты с точностью до наоборот и превращает скоординированную попытку арабов провести этническую чистку Палестины от евреев в попытку этнической чистки арабов евреями».
Эфраим Карш — директор программы исследований Средиземноморских государств в Королевском колледже Лондонского университета, пишет:
Книги Паппе не опираются на архивные документы, предпочтение отдаётся вторичным (и глубоко предвзятым) источникам, цель которых — отстаивать палестинский «нарратив» конфликта. Он сам объясняет это во введении к «A History of Modern Palestine»:
«Моя предвзятость очевидна, несмотря на желание моих коллег, чтобы я, реконструируя прошлое, строго придерживался фактов и „правды“. Я расцениваю такие построения как тщеславные и самонадеянные. Эта книга написана человеком, признающимся в сочувствии к колонизируемым, а не к колонизатору; человеком, разделяющим чувства оккупированных, а не оккупантов».
[…] Даже по искажённым стандартам, принятым в этой области науки, последняя книга Паппе стоит особняком. Книга не только не добавляет новых фактов или идей в антиизраильскую литературу, но и поражает небрежностью исследования. Она содержит бесчисленные фактические ошибки и неточности. Место рождения Ясира Арафата — Каир, а не Иерусалим. Специальная комиссия ООН по Палестине (UNSCOP) представила свой доклад 31 августа 1947 г., а не 29 ноября. Дейр-Ясин — под Иерусалимом, а не под Хайфой. Лоуренс Аравийский не имеет ничего общего с англо-хашимитской перепиской, которая привела к «великому арабскому восстанию» во время Первой мировой войны. Кроме того, эта переписка была инициирована Хашимитами, а не англичанами. Паппе неправильно передаёт даже официальную английскую транскрипцию имени президента Вейцмана (Chaim, а не Haim)… 

Ещё более серьёзно то, что книга постоянно прибегает к неверной интерпретации фактов, искажениям и откровенной лжи…

### Комментарии
1. ↑  ХАМАС признан террористической организацией в США, ЕС[21], Великобритании[22], Канаде[23], Австралии[24], Новой Зеландии[25], Израиле[26], Аргентине[27], Японии[26][28] и Парагвае[29].